# Philautus leitensis
Philautus leitensis es una especie de ranas que habita en las islas Filipinas.
Esta especie se encuentra amenazada de extinción debido a la destrucción de su hábitat natural.